# Bromme-Kultur

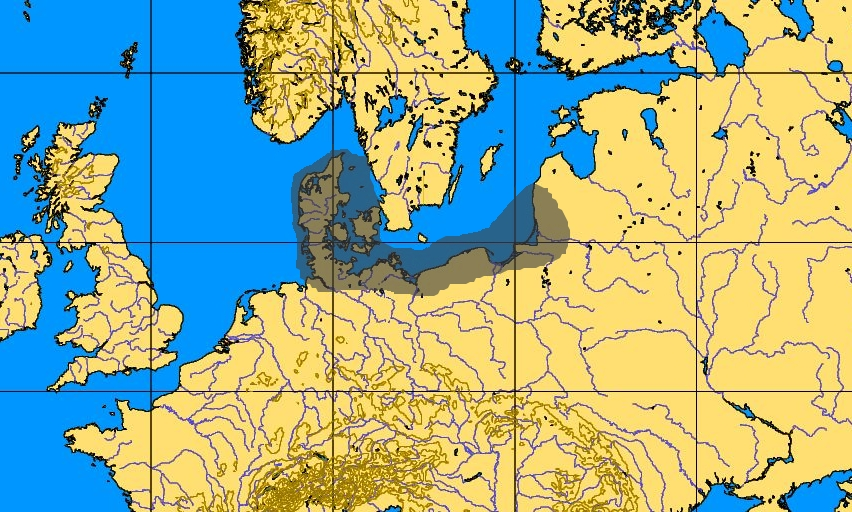
Verbreitungsgebiet – ohne Schonen

Die spätpaläolithische Bromme-Kultur ist nach dem Fundplatz Bromme bei Sorø auf der dänischen Insel Seeland benannt. Sie wird in Deutschland auch Lyngby-Kultur nach dem Fundplatz Nørre Lyngby in Jütland genannt. Sie dauerte etwa von 11.400 bis 10.500 v. Chr. und wurde 1944 von dem dänischen Archäologen Erik Westerby (1901–1981) entdeckt. Es existieren hauptsächlich verstreute Einzelfunde, darunter Stielspitzen, wie die Lyngby-Spitze und Beile aus Rengeweih, wie das Lyngby-Beil.
Sie ist vor allem in Dänemark, Schonen und Norddeutschland während des Allerød-Interstadials verbreitet. Die Wirtschaft beruhte auf der Jagd auf Elch und Riesenhirsch. Gegenüber der vorangegangenen Hamburger Kultur nahm die Bedeutung der Rentierjagd ab.

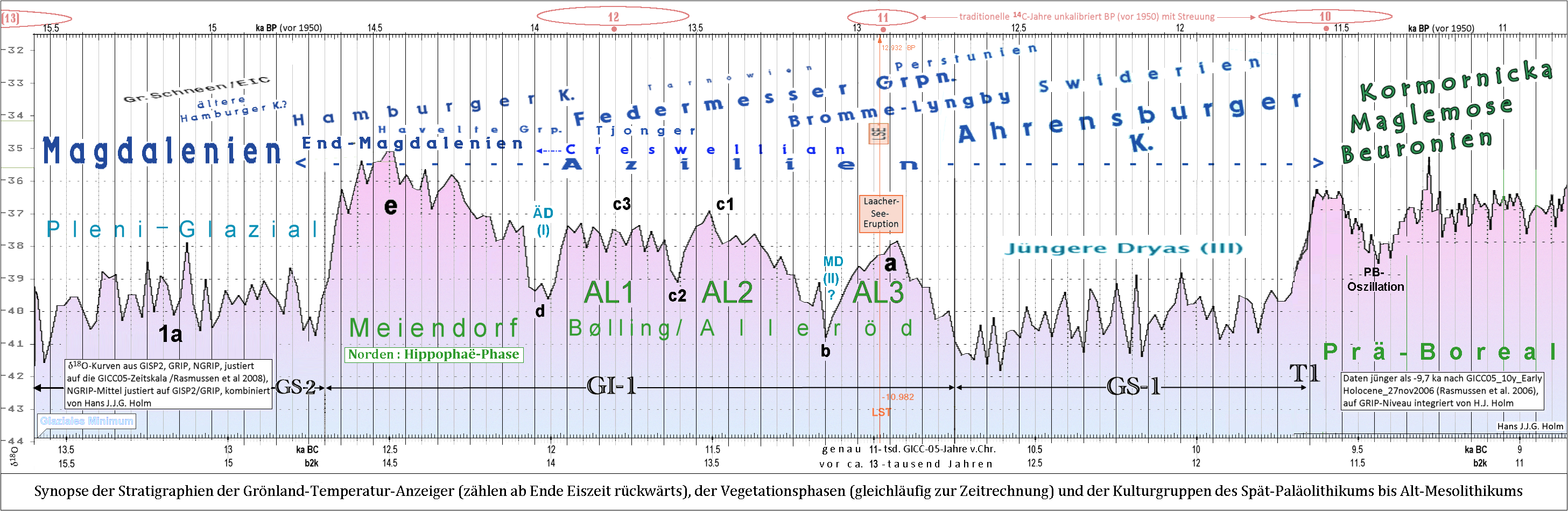
Endglazial – Eiskerndaten mit Kulturen

## Materielle Kultur

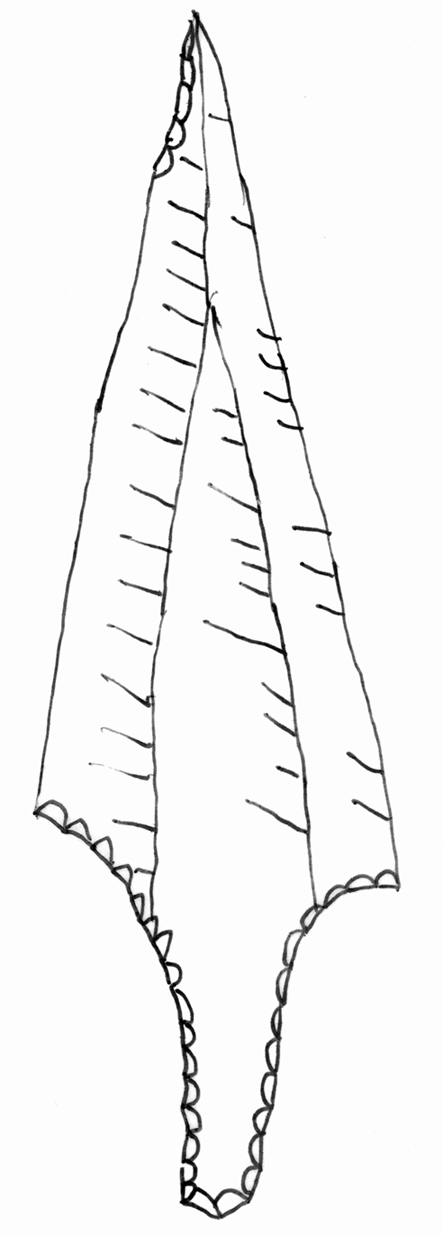
Umzeichnung einer Spitze der Bromme-Kultur.

Die Silexverarbeitung zeigt Ähnlichkeiten zur gleichzeitigen Federmesserkultur. Klingen wurden durch direkt harten Schlag aus zylindrischen Kernen hergestellt. Die Schlagfläche wurde durch partielle Kernscheiben erneuert.

## Wohnplätze
Aus Langå ist ein Wohnplatz mit zentraler Herdstelle bekannt. Eine Steinkonzentration von 3 bis 4 m Durchmesser könnte den Standplatz eines Zeltes anzeigen. In Stoksbjerg Vest waren die Herdstellen 58 cm groß und leicht eingetieft und enthielten viel thermisch beschädigten Feuerstein. Eine rechteckige Fläche von 4,5 mal 5 m zeigt vielleicht den Standort eines Zeltes an.

## Fundstellen
- Ommelshoved, Ærø
- Hollendskjær, Jütland Vendsyssel
- Langå, Jütland
- Løvenholm, Jütland Djursland
- Nørre Lyngby, Jütland:
  - Die prähistorischen Süßwasserablagerungen bei Nørre Lyngby an der Jammerbucht im Nord-Westen Dänemarks liegen heute an der Grenze zwischen See und Land.
  - 1889 fand man erstmals ein Rentiergeweih unter einer Klippe
  - 1913 fand man während einer systematischen geologischen Untersuchung eine Projektilspitze aus Feuerstein. Zu dieser Zeit sprach man oft von einer sogenannten „Lyngby-Kultur“. Heute jedoch spricht man im Allgemeinen von der „Bromme-Kultur.“
  - 1993 tauchte während einer quartären, paleontologischen Forschungsgrabung eine Rentierrippe mit Bearbeitungsspuren auf[1]
- Ramsgård, Jütland
- Æskebjerg, Seeland
- Bromme, Seeland
- Holmegårds mose, Seeland
- Højgård, Seeland
- Knudshoved Odde, Seeland
- Stoksbjerg, Seeland
- Trollesgave, Seeland
- Bro, Fünen
- Segebro, Schonen, Schweden (ältester Wohnplatz)